# 이와미정 (시마네현)
이와미정(石見町)은 시마네현 오치군의 옛 정이다. 2004년 10월 1일 이와미정 및 미즈호정, 하스미촌 등 3개 정·촌이 합병하여 오난정이 신설되고 폐지되었다.